# Polystichum kenwoodii
Polystichum kenwoodii ist eine Pflanzenart aus der Gattung der Schildfarne (Polystichum) innerhalb der Familie der Wurmfarngewächse (Dryopteridaceae). Sie kommt endemisch auf den im südlichen Pazifik gelegenen Marquesas-Inseln vor.

## Beschreibung

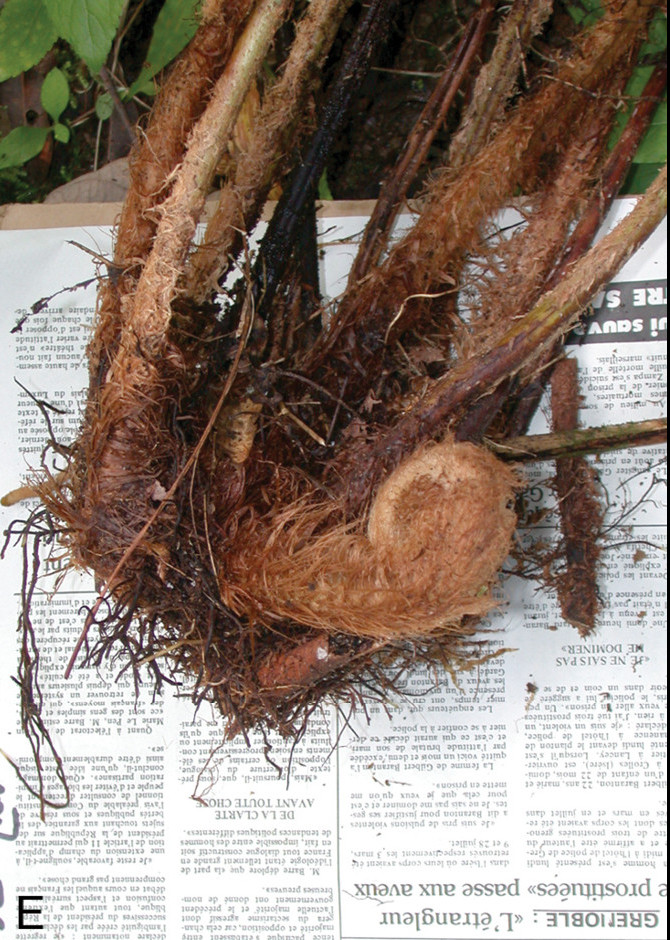
Das mit Schuppen besetzte Rhizom

Polystichum kenwoodii wächst als Farn. Er bildet ein aufrechtes oder halb aufrechtes, 7 bis 20 Zentimeter langes Rhizom, welches mit Schuppen bedeckt ist und zusammen mit der Wedelbasis zwischen 5 und 15 Zentimeter dick wird. Die einheitlich braunen Schuppen an dem Rhizom sind bei einer Länge von 2 bis 3,5 Zentimeter und einer Breite von 0,2 bis 0,25 Zentimetern linealisch-länglich geformt und haben ganzrandige Schuppenränder. Daneben findet man auch schmale, haarartige Schuppen auf dem Rhizom.
An jedem Rhizom stehen büschelartig angeordnete Wedel. Die Wedel haben 55 bis 90 Zentimeter lange und 0,5 bis 0,6 Zentimeter dicke und kräftige Stiele, welche blass braun gefärbt sind. Sie sind an der Oberseite gefurcht und an der Basis dicht mit rötlich braunen Schuppen bedeckt, welche denen des Rhizoms ähneln und bei einer Länge von 1 bis 3 Zentimetern und einer Breite von 0,15 bis 0,3 Zentimetern linealisch bis linealisch-länglich geformt sind. Zur Spitze des Wedelstiels hin nimmt die Dichte der Schuppen ab, und diese werden auch kleiner und schmäler, können aber auch ganz fehlen.
Die, zumindest im unteren Wedelbereich, dreifach-gefiederten Wedel sind bei einer Länge von 50 bis 83 Zentimetern sowie einer Breite von 30 bis 32 Zentimetern eiförmig bis länglich-eiförmig geformt und bestehen aus 20 bis 28 Paaren an Fiederblättchen. Die strohfarbene Hauptachse der Wedeln ist spärlich bis dicht mit rötlich braunen, haarartigen Schuppen bedeckt, welche rund 0,8 Zentimeter lang werden. Die steifen papierartigen Fiederblättchen stehen annähernd gegenständig angeordnet an den Wedelstielen. Die untersten zwei bis drei Fiederblättchenpaare sind etwas zurückgebildet. Die Fiederblättchen bestehen aus bis zu 32 Paaren an Blättchen, welche an der nach unten zeigenden Seite der Fiederblättchen gleich groß werden wie an der nach oben zeigenden Seite. Die größten Fiederblättchen sind bei einer Länge von 8 bis 26 Zentimeter und einer Breite von 4,5 bis 7 Zentimeter linealisch-länglich geformt und haben eine lang zugespitzte Spitze. Die Blättchen haben eine stumpf zulaufende und spitz begrannte Spitze, sind tief eingeschnitten und bilden ein bis zwei verkehrt-eiförmige Lappen aus. In größeren Wedeln können sie auch dreifach-gefiedert sein. Die Oberseite der Blättchen ist mit Ausnahme einiger haarartiger Schuppen an der Basis kahl während die Unterseite mit weißlichen bis hellbraunen Haarschuppen besetzt ist. Die Blättchenränder sind gesägt oder gekerbt. Die sich verzweigende Blattnervatur ist auf der Blättchenoberseite nur schwer, auf der Unterseite aber deutlich erkennbar.
Die dünnen hellbraunen Sori sind kurzlebig und werden von einem schildförmigen Indusium bedeckt, welches 0,5 bis 0,7 Millimeter groß wird. Die Sporen sind dunkelbraun gefärbt.

## Vorkommen
Das natürliche Verbreitungsgebiet von Polystichum kenwoodii liegt auf den Marquesas-Inseln im südlichen Pazifik. Es umfasst dort die Inseln Hiva Oa, Tahuata und Ua Huka.
Polystichum kenwoodii gedeiht in Höhenlagen von 600 bis 884 Metern. Man findet die Art in gebirgigen Regionen, in mäßig feuchten bis feuchten Wäldern sowie im Buschland, wo sie entlang von Flussläufen wächst. Die Art wächst häufig zusammen mit Alsophila tahitensis, Alstonia marquisensis, Boehmeria virgata, Cheirodendron bastardianum, Crossostylis biflora, Cyclophyllum barbatum, Ficus prolixa, Vertretern der Gattung Freycinetia, dem Lindenblättrigen Eibisch (Hibiscus tiliaceus), Metrosideros collina, Myrsine grantii, Pandanus tectorius, Reynoldsia marchionensis, Weinmannia marquesana sowie Xyolosma suaveolens.

## Systematik
Die Erstbeschreibung als Polystichum kenwoodii erfolgte 2011 durch David H. Lorence und Warren Lambert Wagner in PhytoKeys, Nummer 4, Seite 22. Das Artepitheton kenwoodii ehrt den Botaniker Kenneth R. Wood, welcher das Typusmaterial der Art gesammelt hat.